# .ax
Pour les articles homonymes, voir AX.

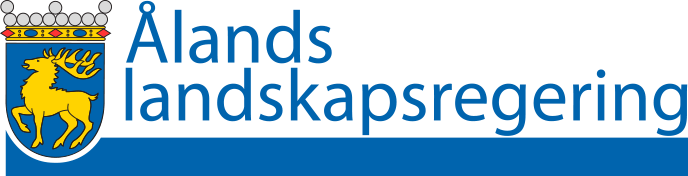

.ax est le domaine de premier niveau national (country code top level domain : ccTLD) réservé aux iles d'Åland, territoire autonome de la Finlande.
Il a été créé au début de l'année 2006 pour remplacer le sous-domaine .aland.fi qu'utilisaient alors la plupart des sites de l'archipel. La loi portant création de ce nouveau domaine fut signée par la présidente Tarja Halonen le 17 mars 2006. Le domaine .ax est entré en fonction le 15 août 2006.
Il est géré directement par le gouvernement d'Åland.